# Die Portugiesin
Die Portugiesin (portugiesischer Originaltitel: A Portuguesa) ist ein Filmdrama der portugiesischen Regisseurin Rita Azevedo Gomes aus dem Jahr 2018.
Es ist eine Adaption der gleichnamigen Novelle von Robert Musil aus dem Jahr 1923. Das Drehbuch stammt von der Regisseurin, die Dialoge stammen von der Musil-Adaption durch die portugiesische Schriftstellerin Agustina Bessa-Luís. Die Regisseurin übernahm hier auch den Filmschnitt und war die Filmproduzentin des Werks.

## Handlung
Die Familie von Ketten in Norditalien setzt ihre deutsche Abstammung immer dann ein, wenn sie einen Nutzen daraus ziehen kann. Sie steht im Machtkampf mit dem Bischof von Trient und erweitert mit rücksichtsloser Beharrlichkeit Macht und Besitz. Um den Einflussbereich und die Handlungsmöglichkeiten der Familie zu erweitern sucht Herr von Ketten eine adlige Braut in Portugal. Während der Hochzeitsreise, auf der Rückreise aus Portugal, wird ein erster Sohn geboren.
Doch kaum zurück in der Familienburg bricht Herr von Ketten zu neuen Kriegen auf. Entgegen dem Willen ihres Mannes kehrt die Portugiesin nicht nach Portugal zurück, sondern bleibt mit dem Kind am Familiensitz.
In den folgenden elf Jahre kehrt von Ketten zwischen all den Kriegs- und Geschäftsreisen nur selten nach Hause zurück. Gerüchte über die fremde Portugiesin kursieren unter den Bewohnern der Region, die zurückgezogen mit ihrem maurischen Sklavinnen und ihrem Cousin Pero Lobato im Schloss lebt, der zu Besuch kam. Einige halten sie für eine vom Glauben abgefallene Frau.
Eines Tages stirbt der Bischof von Trient und es kehrt Frieden zwischen den beiden Häusern ein. Damit verliert Herr von Ketten aber auch seinen Lebenssinn. Die Portugiesin, die einst in Erwartung eines aufregenden neuen Landes herkam, empfängt nun einen abgekämpften und mutlosen Ehemann zuhause, der seinem Ende nahe scheint. Doch nun leitet die Portugiesin eine unerwartete Wendung ein und besiegt den sich anschleichenden Tod.

## Produktion
Der Film wurde von den portugiesischen Filmproduktionsgesellschaften Basilisco Filmes und DuplaCena produziert, mit finanzieller Beteiligung durch die portugiesische Filmförderungsanstalt ICA (Instituto do Cinema e do Audiovisual) und den portugiesischen öffentlich-rechtlichen Fernsehsender RTP.
Die Hauptrollen spielen die portugiesische Jungschauspielerin Clara Riedenstein (als Portugiesin) und der Portugiese Marcello Urgeghe (als Ritter von Ketten). Die Fassbinder-Schauspielerin Ingrid Caven spielt hier eine Durchreisende und trägt u. a. Gedichte von Walter von der Vogelweide auf Deutsch vor. Weitere Schauspieler waren die portugiesischen Darstellerinnen Rita Durão als Maurensklavin und Vertraute der Portugiesin, und Manuela de Freitas als Seherin, der Franzose Pierre Léon spielt den alten Diener der Portugiesin.
Die Filmmusik stammt von José Mário Branco. Es war seine letzte Arbeit als Filmkomponist, im folgenden Jahr starb er.

## Rezeption
Der Film feierte seine Premiere am 12. November 2018 im Wettbewerb beim 33. Filmfestival von Mar del Plata in Argentinien. In Portugal startete er am 28. Februar 2019 in nur zwei Kinos (Lissabon und Porto), wo er mit 2.765 Zuschauern vor allem filmkunstinteressiertes Publikum anzog.
Er war für einige Filmpreise nominiert, darunter die portugiesischen Prémios Sophia (2020) und bei Filmfestivals wie der Berlinale 2019 (in der Wettbewerbssektion Forum), dem südkoreanischen Jeonju International Film Festival (2019) oder dem spanischen Las Palmas Film Festival, wo er 2019 auch ausgezeichnet wurde.
Am 28. März 2020 lief der Film erstmals im portugiesischen Fernsehen, im öffentlich-rechtlichen Kanal RTP2, wo er am 10. Oktober 2021 wiederholt wurde.